# Arne Bybjerg Pedersen
Arne Bybjerg Pedersen   (Holbæk, 17 de juny de 1928 - Toowoomba, 13 de novembre de 2022) va ser un empresari danès que l'any 1963 va crear l'empresa Carmen Curlers, els arrissadors elèctrics de la qual van tenir un gran èxit en la dècada els anys 1960. El 1969, Bybjerg va vendre l'empresa a American Clairol, que en aquell moment era el client dominant de l'empresa, i es va traslladar amb la seva família a Queensland,  Austràlia, on va dirigir una granja de bestiar.
El 2022 la corporació de radiodifusió pública danesa DR va produir i emetre la sèrie de televisió Carmen Curlers ambientada en l'èxit de l'arrissador elèctric.